# Cressy-sur-Somme
 Cressy-sur-Somme  es una población y comuna francesa, en la región de Borgoña, departamento de Saona y Loira, en el distrito de Autun y cantón de Issy-l'Évêque.

## Demografía
| 381 | 386 | 295 | 286 | 234 | 211 |
| Para los censos de 1962 a 1999 la población legal corresponde a la población sin duplicidades (Fuente: INSEE [Consultar]) |     |     |     |     |     |